# Bundes-Seuchengesetz
Das Bundes-Seuchengesetz ist das Gesetz zur Verhütung und Bekämpfung übertragbarer Krankheiten beim Menschen vom 18. Juli 1961 und war ein Gesetz zur Verhütung und Bekämpfung übertragbarer Krankheiten beim Menschen. Vorgängerregelung war das Reichsseuchengesetz aus dem Jahr 1900. Das BSeuchG wurde am 1. Januar 2001 durch das Gesetz zur Verhütung und Bekämpfung von Infektionskrankheiten beim Menschen (Infektionsschutzgesetz) abgelöst, nachdem das gesamte, im Wesentlichen aus den 1950er und 1960er Jahren stammende Seuchenrecht umfassend novelliert werden sollte.